# Samuel Henry Dickson
Samuel Henry Dickson (ur. 20 września 1798 w Charleston, zm. 31 marca 1872 w Filadelfii) – amerykański lekarz, pedagog, pisarz i poeta.

## Życiorys
Samuel Henry Dickson urodził się 20 września 1798 w Charleston w stanie Karolina Południowa. Jego rodzicami byli Samuel Dickson i Mary Neilson. Ukończył College of Charleston. Od 1811 studiował na Yale. W 1814 uzyskał bakalaureat. W 1819 ukończył medycynę na University of Pennsylvania. Był jednym z założycieli Medical College of South Carolina. W 1857 zatrudnił się na Jefferson Medical College w Filadelfii, gdzie pozostał do końca życia. Trzykrotnie się żenił, najpierw z Elizabeth B. Robertson, która zmarła w 1832, potem z jej szwagierką, Irene Robertson, która zmarła w 1842 i z Marie Seabrook Dupre. Miał trzy córki. Zmarł 31 marca 1872 w Filadelfii w Pensylwanii. Został pochowany na Woodlands Cemetery w Filadelfii.

## Twórczość
Samuel Henry Dickson pisał prace z dziedziny medycyny, higieny, socjologii, jak również wiersze. Wydał podręcznik A Manual of Pathology and Medicine and Essays on Pathology and Therapeutics. Jest autorem traktatu o niewolnictwo Remarks on Certain Topics Connected with the General Subject of Slavery (1845). Najpopularniejszym wierszem poety jest utwór Song – Written at the North (I Sigh for the Land of Cyprus and Pine, 1845):
I sigh for the land of the Cypress and Pine,
Where the Jessamine blooms, and the gay Woodbine;
Where the moss droops low from the green Oak tree,
Oh! that sunbright land is the land for me.